# Tattoo (canção de Jordin Sparks)
"Tattoo" (em português:  "Tatuagem") é o primeiro single de Jordin Sparks, vencedora da sexta temporada do American Idol, em seu álbum homônimo Jordin Sparks. A canção foi produzida pela Stargate, que escreve canções para Ne-Yo, Beyoncé e Elliott Yamin. A música foi co-escrita por Amanda Ghost, que também co-escreveu "You're Beautiful" de James Blunt e "Beautiful Liar" de Beyoncé e Shakira.
A música faz parte da trilha sonora internacional da novela Beleza Pura, da Rede Globo.

## Faixas
Single Americano
1. "Tattoo" (Principal) - 3:53
2. "Tattoo" (Instrumental) - 3:52
3. "Tattoo" (Acappella) - 3:37
4. "Tattoo" (Acústico) - 3:49

Single de Remixes
1. "Tattoo" (Jason Nevins Extended Remix) - 7:12
2. "Tattoo" (Doug Grayson Remix) - 4:44
3. "Tattoo" (Future Presidents Remix) - 5:05
4. "Tattoo" (Future Presidents Dub) - 4:51
5. "Tattoo" (Tonal Remix) - 4:46

## Desemepnho nas paradas
| Top (2007)                                               | Melhor posição |
| -------------------------------------------------------- | -------------- |
| EUA - Billboard Hot 100                                  | 8              |
| EUA - Billboard Pop 100                                  | 6              |
| Brasil - Hot 100                                         | 26             |
| Austrália - ARIA Singles Chart                           | 8              |
| Reino Unido - UK Singles Chart                           | 188            |
| Canadá - Canadian Hot 100                                | 3              |
| Malta                                                    | 27             |
| Portugal - Top 50 Nacional Português                     | 34             |
| Singapura                                                | 1              |
| Brasil - Top 30 Request KAOS                             | 2              |
| Brasil - Top Request 50 Request Year-end 2008 KAOS       | 48             |
| Brasil - Top Request 100 Request Year-decade KAOS 2000's | 100            |